# Jesús Gil
Jesús Gil, nome completo Gregorio Jesús Gil y Gil (Osma, 12 marzo 1933 – Madrid, 14 maggio 2004), è stato un imprenditore e politico spagnolo, noto per aver ricoperto per 16 anni il ruolo di presidente dell'Atletico Madrid.

## Biografia
Dopo aver studiato economia, Gil cominciò a fare affari nel campo dell'edilizia. Fu arrestato nel 1967, dopo il crollo di un suo edificio a Los Ángeles de San Rafael, che aveva provocato la morte di 58 persone. Nel 1987 si trasferì a Marbella, dove fondò il partito Gruppo Indipendente Liberale (GIL), con cui venne eletto sindaco nel 1991, per poi venir costretto a dimettersi nel 2002.
Gil divenne famoso e discusso per le sue posizioni di estrema destra, venendo descritto come sboccato, populista, maschilista, omofobo, razzista e nostalgico. Gil inoltre aveva un cavallo chiamato Imperioso, sul quale spesso sfilava per festeggiare le vittorie dell'Atlético de Madrid, ed un coccodrillo cubano chiamato Furia, regalatogli da Fidel Castro.
Il 26 giugno 1987 fu eletto presidente dell'Atletico Madrid. Dopo una campagna acquisti che portò a Madrid Kiko, Diego Simeone, Milinko Pantic e José Luis Caminero, con Gil alla guida l'Atletico vinse una Liga (1995-96, con l'allenatore Radomir Antić) e 3 Coppe del Re (1991, 1992 e 1996), ma nel 2000 retrocesse nella seconda divisione per la prima volta dal 1934, ottenendo la promozione soltanto due anni dopo, con Luis Aragonés come tecnico. Nel 1997 acquistò dalla Juventus Christian Vieri, che realizzò 24 gol in 24 partite. Il 28 maggio 2003 la poltrona di presidente passò al produttore cinematografico Enrique Cerezo, mentre Gil morì un anno dopo.

## Omaggi
Dal 7 luglio 2019 è in onda su HBO España una serie documentario sulla sua vita, intitolata El Pionero.

## Controversie
- Frequenti erano le uscite politicamente scorrette od offensive di Gil. Quando l'Atletico affrontò l'Ajax, nel 1996–97, ai quarti di finale di Coppa dei Campioni, alludendo ai molti giocatori di colore del club olandese, Gil affermò che «ad Amsterdam sembrava di essere in Congo»[5].
- Gil apostrofò la giornalista Carmen Rigalt jinetera del periodismo ("prostituta del giornalismo")[6].
- Paulo Futre, giocatore portoghese che negli anni novanta militò nell'Atletico, ha rivelato un tentativo di combine orchestrata dall'allora presidente Jesus Gil y Gil e messa a punto con Pardo Pardòs, patron dell'Espanyol. Il 9 giugno 1991, nell'ultima giornata di campionato, "il presidente mi disse: oggi non possiamo vincere. Vai dai tuoi compagni e di' loro di non correre. Io mi rifiutai di farlo e di giocare, negli spogliatoi andò lui. I miei compagni" secondo Futre "non si azzardarono a mettere in discussione quanto detto. Lui era quello che pagava gli stipendi e minacciò tutti che li avrebbe mandati via se non fossero stati d'accordo". L'Atletico, che prima di quel match era aritmeticamente secondo, perse per 3-1 quella partita, favorendo così la salvezza dell'Espanyol[7].